# Malta Song for Europe 1994
Malta Song for Europe 1994 (Abkürzung: MSFE 1994) war die maltesische Vorentscheidung für den Eurovision Song Contest 1994, der in Dublin (Irland) stattfand, nachdem Niamh Kavanagh im Vorjahr mit ihrem Lied In Your Eyes den Eurovision Song Contest gewonnen hatte. Der Wettbewerb wurde von Chris & Moira mit dem Lied More Than Love gewonnen. Der Wettbewerb war auch als Festival tal-Kanzunetta Maltija għall-Ewropa 1994 bekannt.

## Prinzip
Insgesamt wurden 10 Beiträge von einer Fachjury ausgewählt, um im Halbfinale, das am 3. und 4. Februar 1994 im Mediterranean Conference Centre stattfand, teilzunehmen. Am 3. und 4. Februar wurden die Lieder im Gegensatz zu den Vorjahren ausschließlich auf Englisch vorgetragen. Zum ersten Mal wurden alle Platzierungen im Finale preisgegeben und nicht nur die ersten drei Platzierungen. Die Jury wählte mit 100 % Stimmenanteil die 5 Finalisten, die am 5. Februar antraten, um Malta bei dem Eurovision Song Contest zu vertreten.
Die Künstler hatten die Wahl, ihre Lieder auf Englisch oder Maltesisch vorzutragen, da beide Sprachen ihre Amtssprache sind, jedoch entschieden sich alle für die englische Sprache.

### Halbfinale
Das Halbfinale wurde von Stephanie Spiteri und Karl Bonaci moderiert.
Hier die Halbfinalisten, die am 3. und 4. Februar 1994 für einen Platz im Finale gegeneinander antraten:
| Startnr. | Interpret                             | Englischer Songtitel      | Ungefähre Bedeutung im Deutschen  |
| -------- | ------------------------------------- | ------------------------- | --------------------------------- |
| 01       | Renato                                | The Shadow of a Dream     | Der Schatten eines Traumes        |
| 02       | Georgina                              | Remember the Beginning    | Erinnere dich an den Anfang       |
| 03       | Catherine Vigar                       | It’s His Violin           | Es ist seine Violine              |
| 04       | Enzo Guzman                           | How Can I Ever Love Again | Wie kann ich jemals wieder lieben |
| 05       | Freddie Portelli                      | There’s a Song            | Da ist ein Lied                   |
| 06       | Jon Lukas                             | You Can Depend On Me      | Du kannst von mir leben           |
| 07       | Phylisienne Brincat                   | Tell Me Why               | Sag mir warum                     |
| 08       | Moira Stafrace & Christopher Scicluna | More Than Love            | Mehr als Liebe                    |
| 09       | Ray Caruana                           | Scarlet Song              | Sündiges Lied                     |
| 10       | Marthese Tanti                        | To Love Again             | Wieder zu lieben                  |

### Finale
Das Finale wurde von Lucienne Selvagi und John Bundy moderiert.
Im Finale, das am 5. Februar 1994 stattfand, sangen 5 Künstler um den Sieg des Vorentscheids. Letztendlich wurde es von Chris & Moira mit dem Lied More Than Love gewonnen.
| Startnr. | Interpret                             | Englischer Songtitel   | Platzierung |
| -------- | ------------------------------------- | ---------------------- | ----------- |
| 01       | Georgina                              | Remember the Beginning | 3.          |
| 02       | Moira Stafrace & Christopher Scicluna | More Than Love         | 1.          |
| 03       | Renato                                | The Shadow of a Dream  | 4.          |
| 04       | Phylisienne Brincat                   | Tell Me Why            | 5.          |
| 05       | Ray Caruana                           | Scarlet Song           | 2.          |